# セントクリストファー島

セントクリストファー島
Saint Christopher

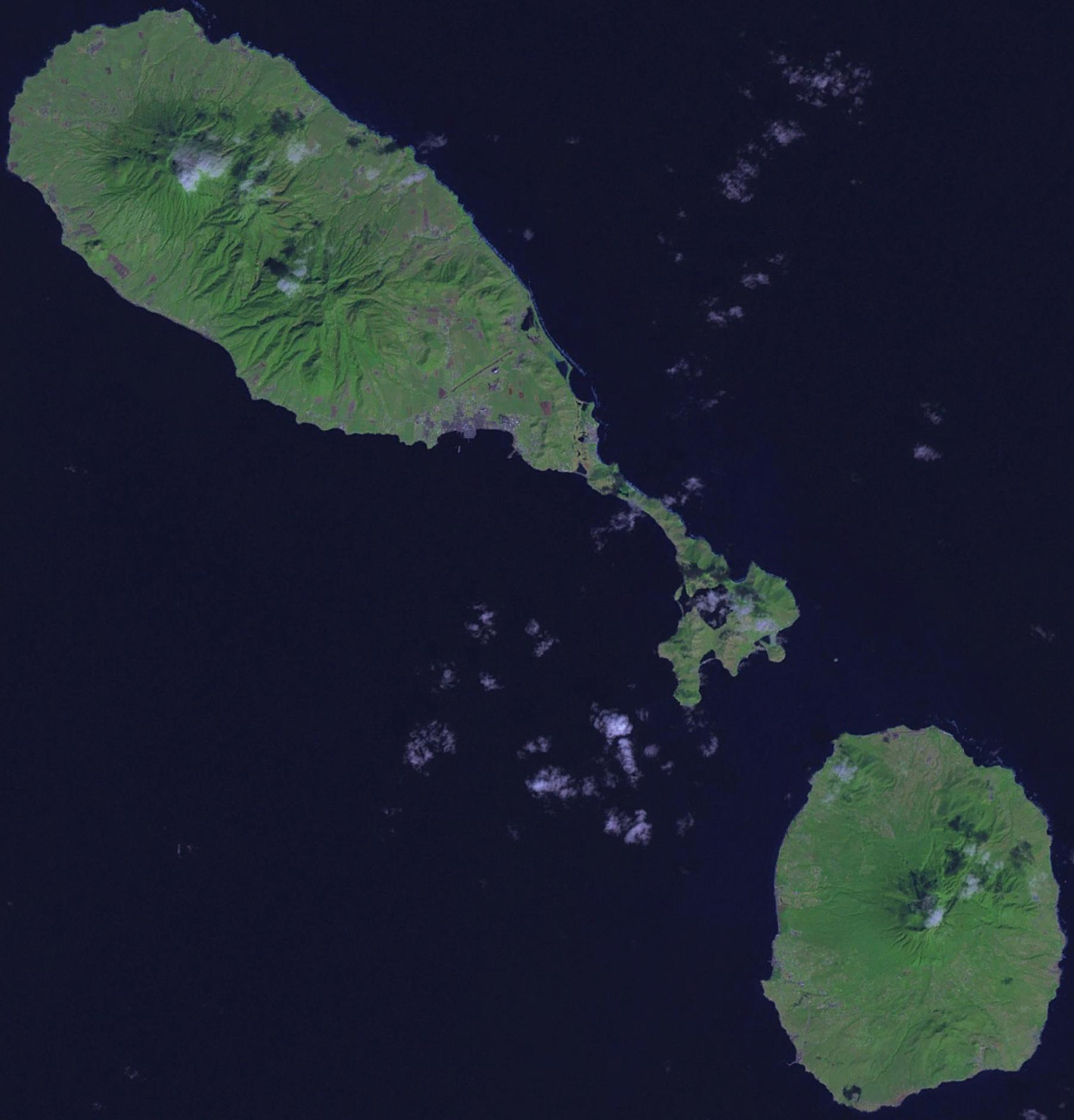
衛星画像

セントクリストファー島（セントクリストファーとう、Saint Christopher）、またはセントキッツ島（セントキッツとう、Saint Kitts）は、カリブ海の小アンティル諸島のリーワード諸島にある島。火山島で、深さ227mのクレーターがあるリアムイガ山（独立以前はミゼリー山と呼称された。1,156m）がこの島の最も高い場所である。島の最南端の半島にグレート・ソルト池（Great Salt Pond）と呼ばれている島最大の湖がある。なお英語ではセントキッツ呼称が一般的に用いられる（セントクリストファー・ネイビス#国名を参照）。
セントクリストファー・ネイビス連邦の中心地で、南のネイビス島と共に連邦を構成する。中心地は同国首都のバセテール。行政区画上はブービー島といった周辺の小さな島も含み、面積は174.1平方キロメートル、人口は2017年の時点で35,968人と推定される。

## 歴史
ヨーロッパ人が来る前はカリブ族が居住していた。ペトログリフと呼ばれる岩に彼らが掘った線刻画がある。
1493年にクリストファー・コロンブスによって発見され、1624年にアイルランド人の商人トーマス・ワーナー卿率いるイギリスの開拓団を引き連れて、白人初のカリブ海及びリーワード諸島、最初の入植地となる。（先住民のカリブ族はその5年後、虐殺されたり、島から追い出されたりして島から絶滅した。）フランス人も島に入植し、島の中央部分はイギリス領、島の南部と北部の部分はフランス領に分かれるが、やがてイギリスとフランスとの間で島の領有をめぐって争奪戦争が起こった。イギリスは島北西部にブリムストーン・ヒル要塞を建設し、前線拠点として重要視されカリブのジブラルタルとも呼ばれた。要塞は18世紀のフランスの撤退後放棄されたが、1999年にブリムストーン・ヒル要塞国立公園として世界遺産に登録された。
1783年にヴェルサイユ条約により全島はイギリスの植民地となる。1932年に姉妹島のネイビスとアンギラとでセントクリストファー・ネイビス・アンギラ労働党による、独立のためのキャンペーンを行う。1980年には正式にアンギラが分離し、1983年にネイビスと共にセントクリストファー・ネイビスとしてイギリスから独立した。

## 政治
セントクリストファー・ネイビス連邦を構成する2つの島の内の一つ。だがセントクリストファー島には政府等が設置されておらず、連邦政府の直轄下にある。もう一方のネイビス島には自治政府が設立されている。一般的な連邦制では各構成体に独自の政府が設けられ、連邦政府が包括的な政府として機能していることに対して、同国ではセントクリストファー島に政府が無く連邦政府が統治していることから、連邦政府とネイビス島の連邦国家という体制を採っている。

## 行政区画
9つの行政教区に分割される。
- クライストチャーチ・ニコラタウン教区
- セントアン・サンディポイント教区
- セントジョージ・バセテール教区
- セントジョン・カピステール教区
- セントメアリー・ケイオン教区
- セントポール・カピステール教区
- セントピーター・バセテール教区
- セントトーマス・ミドルアイランド教区
- トリニティ・パルメットポイント教区

## 経済
サトウキビが主産業で島の3分の2はサトウキビ畑に開墾されている。観光産業も盛んである。

## 交通
島には鉄道があり、58キロメートルの線路が海岸線に沿って設置してある。昔、サトウキビを運ぶために利用されていたが、現在はセントクリストファー（セントキッツ）観光鉄道として観光用の列車が利用している。
島を一周する道路（地図ではIsland Main Roadと呼ばれる）が沿岸部を走る。中央に森林と火山がある地勢上、横断する道路はない（地図によっては島北部のモリニューと南部のオールドロード・タウンを結ぶ道路が存在する）。
空港はバセテールのロバート・L・ブラッドショー国際空港がある。
海路はネイビス島との間にある。